# Levius fit patientia quidquid corrigere est nefas
La locuzione latina Levius fit patientia quidquid corrigere est nefas, tradotta alla lettera, significa con la pazienza si rende più tollerabile ciò che non si riesce a correggere. (Orazio, Odi, I, 24, 19).
In altre parole, quando non si può raggiungere l'ottimo, bisogna contentarsi del bene. Cioè i pesi che non si possono allontanare, o rimuovere, si sopportano più facilmente se ci si sottomette con rassegnazione e pazienza.

Nel contesto originale il poeta invita Virgilio a frenare il pianto per la morte dell'amico Quintilio Varo. 